# Joey Dorsey
Richard "Joey" Elmer Dorsey (Baltimore, Maryland, 16 de diciembre de 1983) es un exjugador de baloncesto estadounidense. Mide 2,06 metros y podía jugar en las posiciones de ala-pívot y pívot.

## Trayectoria deportiva

### Universidad
Dorsey jugó cuatro temporadas en la Universidad de Memphis. En su primera temporada en los Tigers formó parte del mejor quinteto de novatos de la Conference USA tras promediar 6.9 puntos y 7.5 rebotes por partido en 21.2 minutos. Gran defensor, fue incluido en el mejor quinteto defensivo de su conferencia en 2007 y 2008. 
En su segunda temporada en Memphis, Dorsey aportó 8.5 puntos y 9.4 rebotes y ayudó a los Tigers a llegar hasta la final regional en el Torneo de la NCAA de 2007. Durante el mismo, Dorsey dijo de Greg Oden, pívot estrella de Ohio State Buckeyes, que estaba "sobrevalorado como hombre grande" y que "debe ser tan bueno como Joey Dorsey", llamándose a él mismo Goliat y a Oden el "pequeño hombre". Dorsey también predijo que conseguiría capturar 20 rebotes. Sin embargo, sus predicciones no fueron exitosas y los Tigers cayeron por 92-76 con Dorsey finalizando el encuentro con 0 puntos y 4 rebotes. Dorsey estuvo tan bien defendido durante el partido que no fue capaz de intentar un lanzamiento a canasta en los 19 minutos que estuvo en pista. A pesar de que estaba emparejado defensivamente con Oden, el pívot de Ohio State anotó 7 de los 8 tiros que intentó para terminar con 17 puntos y 9 rebotes.
En la temporada siguiente, la última de Dorsey en la universidad, los Tigers llegaron hasta la Final Four del Torneo de la NCAA. Tras eliminar a UCLA por 78-63 en semifinales, fueron derrotados por Kansas en la final. Aquella temporada, Dorsey integró el mejor quinteto defensivo de su conferencia, fue incluido en el segundo mejor quinteto de la conferencia y fue nombrado Mejor Defensor del Año en la Conference USA por segunda vez consecutiva. Durante la temporada, sus promedios fueron de 6.9 puntos y 9.5 rebotes.

#### Estadísticas
| Temporada | P   | PT  | TCC | TCI | %TC  | TLC | TLC | %TL  | 3PC | 3PI | %T3  | REB  | ASIS | ROB | TAP | PTS | MEDIA |
| 2004-05   | 37  | 7   | 65  | 119 | .546 | 39  | 91  | .429 | 0   | 0   | .000 | 222  | 17   | 22  | 43  | 169 | 4.60  |
| 2005-06   | 37  | 35  | 106 | 168 | .631 | 42  | 107 | .393 | 0   | 0   | .000 | 278  | 31   | 44  | 66  | 254 | 6.90  |
| 2006-07   | 37  | 37  | 121 | 197 | .614 | 71  | 152 | .467 | 0   | 1   | .000 | 347  | 13   | 53  | 81  | 313 | 8.50  |
| 2007-08   | 38  | 33  | 108 | 167 | .647 | 45  | 119 | .378 | 0   | 1   | .000 | 362  | 20   | 41  | 74  | 261 | 6.90  |
| Totals    | 149 | 112 | 400 | 651 | .614 | 197 | 469 | .420 | 0   | 2   | .000 | 1209 | 81   | 160 | 264 | 997 | 6.70  |

### Profesional
Dorsey fue seleccionado en la 33ª posición del Draft de la NBA de 2008 por Portland Trail Blazers, aunque posteriormente fue traspasado a Houston Rockets a cambio de los derechos del francés Nicolas Batum, elección 25ª. Jugó sólo 3 partidos a lo largo de la temporada, siendo recolocado en los Rio Grande Valley Vipers de la NBA D-League.
El 18 de febrero de 2010, fue traspasado a Sacramento Kings en el traspaso a tres bandas que envió a Tracy McGrady a New York Knicks. El 28 de marzo de 2010 fue cortado por los Kings, aunque a los pocos días firmó con Toronto Raptors.
En septiembre de 2011, ficha por el Caja Laboral de la Liga ACB. Ganó la Euroleague con el Olympiacos BC.
El 18 de enero de 2017, el FC Barcelona anunció su despido, por motivos disciplinarios, debido a unas declaraciones que hizo en redes sociales contra el equipo médico del club.

## Selección nacional
Dorsey representó a los Estados Unidos en los Juegos Panamericanos de 2007, donde su equipo terminó quinto.

## Estadísticas de su carrera en la NBA

### Temporada regular
| Año     | Equipo     | PJ  | PT | MPP  | %TC  | %3P  | %TL  | RPP | APP | ROB | TPP | PPP |
| ------- | ---------- | --- | -- | ---- | ---- | ---- | ---- | --- | --- | --- | --- | --- |
| 2008-09 | Houston    | 3   | 0  | 2.0  | .500 | .000 | .000 | .3  | .3  | .0  | .0  | .7  |
| 2009-10 | Houston    | 7   | 0  | 7.7  | .455 | .000 | .500 | 3.6 | .3  | .3  | .1  | 1.6 |
| 2009-10 | Sacramento | 8   | 0  | 6.5  | .444 | .000 | .400 | 2.3 | .0  | .1  | .1  | 1.5 |
| 2010-11 | Toronto    | 43  | 9  | 12.1 | .525 | .000 | .477 | 4.4 | .6  | .6  | .4  | 3.1 |
| 2014-15 | Houston    | 69  | 17 | 12.4 | .552 | .000 | .289 | 4.0 | .4  | .6  | .4  | 2.7 |
| Total   |            | 130 | 26 | 11.5 | .534 | .000 | .375 | 3.9 | .4  | .5  | .3  | 2.6 |